# Aldo Berardi
Aldo Berardi OSsT (ur. 30 września 1963 w Longeville-lès-Metz) – francuski duchowny katolicki, wikariusz apostolski Arabii Północnej od 2023.

## Życiorys

### Prezbiterat
Święcenia kapłańskie otrzymał 20 lipca 1991 w Zakonie Trójcy Przenajświętszej. Po święceniach został skierowany do klasztoru w Cerfroid, gdzie kierował ośrodkiem formacyjnym. W latach 1998–2000 studiował w Kairze, a w latach 2000-2006 był dyrektorem miejscowego ośrodka dla sudańskich uchodźców. Od 2007 pracował w wikariacie apostolskim Arabii Północnej, a w 2019 został wybrany wikariuszem generalnym trynitarzy.

### Episkopat
28 stycznia 2023 papież Franciszek mianował go wikariuszem apostolskim Arabii Północnej. Sakry udzielił mu 18 marca 2023 kardynał Miguel Ángel Ayuso Guixot.